# Дрезденська тема
Дрезденська те́ма — тема в шаховій композиції логічної школи. Суть теми — у білих є певний головний план, який при спробі відразу втілити, спростовується ходом чорної фігури «а». Білі проводять попередню гру, змушуючи чорних захищатися іншим ходом, а вже після цього проводять головний план, в якому чорні захищаються фігурою «b».

## Історія
Ідея належить до римської групи тем новонімецької школи, і запропонував її в 1918 році німецький шаховий композитор Фрідріх Мартін Палітш (25.10.1889 — 02.03.1932).
В задачі відразу провести головний план унеможливлюється у зв'язку із спростуванням чорною фігурою «а». Тому білі проводять підготовчу гру, змушуючи чорних захищатися іншим ходом, який призводить до послаблення позиції чорних. Як наслідок, білі вже можуть провести головний план, при цьому чорні захищаються тематичною фігурою «b».
Ідея дістала назву від міста Дрезден, де проживав Фрідріх Палітш — дрезденська тема. Тема має три форми вираження, в залежності яка фігура чорних буде грати в підготовчій грі. Дрезденська тема є складовою Ельби теми.

## Форми вираження теми
Форми вираження дрезденської теми — форма Паллітша, форма Брунера, змішана форма.

### Форма Палітша
Цю форму вирізняє серед інших гра чорних фігур, а саме — хибний слід спростовує фігура «а», яка грає і в підготовчій грі рішення, а потім в реалізації головного плану грає фігура «b». Ця форма вперше була представлена в задачі Фрідріха Палітша.
|   | a | b | c | d | e | f | g | h |   |
| 8 | a8 білий король · c8 чорний король · d6 білий ферзь · f6 чорний кінь · h6 білий пішак · h4 чорний слон · c1 білий слон | a8 білий король · c8 чорний король · d6 білий ферзь · f6 чорний кінь · h6 білий пішак · h4 чорний слон · c1 білий слон | a8 білий король · c8 чорний король · d6 білий ферзь · f6 чорний кінь · h6 білий пішак · h4 чорний слон · c1 білий слон | a8 білий король · c8 чорний король · d6 білий ферзь · f6 чорний кінь · h6 білий пішак · h4 чорний слон · c1 білий слон | a8 білий король · c8 чорний король · d6 білий ферзь · f6 чорний кінь · h6 білий пішак · h4 чорний слон · c1 білий слон | a8 білий король · c8 чорний король · d6 білий ферзь · f6 чорний кінь · h6 білий пішак · h4 чорний слон · c1 білий слон | a8 білий король · c8 чорний король · d6 білий ферзь · f6 чорний кінь · h6 білий пішак · h4 чорний слон · c1 білий слон | a8 білий король · c8 чорний король · d6 білий ферзь · f6 чорний кінь · h6 білий пішак · h4 чорний слон · c1 білий слон | 8 |
| 7 | a8 білий король · c8 чорний король · d6 білий ферзь · f6 чорний кінь · h6 білий пішак · h4 чорний слон · c1 білий слон | a8 білий король · c8 чорний король · d6 білий ферзь · f6 чорний кінь · h6 білий пішак · h4 чорний слон · c1 білий слон | a8 білий король · c8 чорний король · d6 білий ферзь · f6 чорний кінь · h6 білий пішак · h4 чорний слон · c1 білий слон | a8 білий король · c8 чорний король · d6 білий ферзь · f6 чорний кінь · h6 білий пішак · h4 чорний слон · c1 білий слон | a8 білий король · c8 чорний король · d6 білий ферзь · f6 чорний кінь · h6 білий пішак · h4 чорний слон · c1 білий слон | a8 білий король · c8 чорний король · d6 білий ферзь · f6 чорний кінь · h6 білий пішак · h4 чорний слон · c1 білий слон | a8 білий король · c8 чорний король · d6 білий ферзь · f6 чорний кінь · h6 білий пішак · h4 чорний слон · c1 білий слон | a8 білий король · c8 чорний король · d6 білий ферзь · f6 чорний кінь · h6 білий пішак · h4 чорний слон · c1 білий слон | 7 |
| 6 | a8 білий король · c8 чорний король · d6 білий ферзь · f6 чорний кінь · h6 білий пішак · h4 чорний слон · c1 білий слон | a8 білий король · c8 чорний король · d6 білий ферзь · f6 чорний кінь · h6 білий пішак · h4 чорний слон · c1 білий слон | a8 білий король · c8 чорний король · d6 білий ферзь · f6 чорний кінь · h6 білий пішак · h4 чорний слон · c1 білий слон | a8 білий король · c8 чорний король · d6 білий ферзь · f6 чорний кінь · h6 білий пішак · h4 чорний слон · c1 білий слон | a8 білий король · c8 чорний король · d6 білий ферзь · f6 чорний кінь · h6 білий пішак · h4 чорний слон · c1 білий слон | a8 білий король · c8 чорний король · d6 білий ферзь · f6 чорний кінь · h6 білий пішак · h4 чорний слон · c1 білий слон | a8 білий король · c8 чорний король · d6 білий ферзь · f6 чорний кінь · h6 білий пішак · h4 чорний слон · c1 білий слон | a8 білий король · c8 чорний король · d6 білий ферзь · f6 чорний кінь · h6 білий пішак · h4 чорний слон · c1 білий слон | 6 |
| 5 | a8 білий король · c8 чорний король · d6 білий ферзь · f6 чорний кінь · h6 білий пішак · h4 чорний слон · c1 білий слон | a8 білий король · c8 чорний король · d6 білий ферзь · f6 чорний кінь · h6 білий пішак · h4 чорний слон · c1 білий слон | a8 білий король · c8 чорний король · d6 білий ферзь · f6 чорний кінь · h6 білий пішак · h4 чорний слон · c1 білий слон | a8 білий король · c8 чорний король · d6 білий ферзь · f6 чорний кінь · h6 білий пішак · h4 чорний слон · c1 білий слон | a8 білий король · c8 чорний король · d6 білий ферзь · f6 чорний кінь · h6 білий пішак · h4 чорний слон · c1 білий слон | a8 білий король · c8 чорний король · d6 білий ферзь · f6 чорний кінь · h6 білий пішак · h4 чорний слон · c1 білий слон | a8 білий король · c8 чорний король · d6 білий ферзь · f6 чорний кінь · h6 білий пішак · h4 чорний слон · c1 білий слон | a8 білий король · c8 чорний король · d6 білий ферзь · f6 чорний кінь · h6 білий пішак · h4 чорний слон · c1 білий слон | 5 |
| 4 | a8 білий король · c8 чорний король · d6 білий ферзь · f6 чорний кінь · h6 білий пішак · h4 чорний слон · c1 білий слон | a8 білий король · c8 чорний король · d6 білий ферзь · f6 чорний кінь · h6 білий пішак · h4 чорний слон · c1 білий слон | a8 білий король · c8 чорний король · d6 білий ферзь · f6 чорний кінь · h6 білий пішак · h4 чорний слон · c1 білий слон | a8 білий король · c8 чорний король · d6 білий ферзь · f6 чорний кінь · h6 білий пішак · h4 чорний слон · c1 білий слон | a8 білий король · c8 чорний король · d6 білий ферзь · f6 чорний кінь · h6 білий пішак · h4 чорний слон · c1 білий слон | a8 білий король · c8 чорний король · d6 білий ферзь · f6 чорний кінь · h6 білий пішак · h4 чорний слон · c1 білий слон | a8 білий король · c8 чорний король · d6 білий ферзь · f6 чорний кінь · h6 білий пішак · h4 чорний слон · c1 білий слон | a8 білий король · c8 чорний король · d6 білий ферзь · f6 чорний кінь · h6 білий пішак · h4 чорний слон · c1 білий слон | 4 |
| 3 | a8 білий король · c8 чорний король · d6 білий ферзь · f6 чорний кінь · h6 білий пішак · h4 чорний слон · c1 білий слон | a8 білий король · c8 чорний король · d6 білий ферзь · f6 чорний кінь · h6 білий пішак · h4 чорний слон · c1 білий слон | a8 білий король · c8 чорний король · d6 білий ферзь · f6 чорний кінь · h6 білий пішак · h4 чорний слон · c1 білий слон | a8 білий король · c8 чорний король · d6 білий ферзь · f6 чорний кінь · h6 білий пішак · h4 чорний слон · c1 білий слон | a8 білий король · c8 чорний король · d6 білий ферзь · f6 чорний кінь · h6 білий пішак · h4 чорний слон · c1 білий слон | a8 білий король · c8 чорний король · d6 білий ферзь · f6 чорний кінь · h6 білий пішак · h4 чорний слон · c1 білий слон | a8 білий король · c8 чорний король · d6 білий ферзь · f6 чорний кінь · h6 білий пішак · h4 чорний слон · c1 білий слон | a8 білий король · c8 чорний король · d6 білий ферзь · f6 чорний кінь · h6 білий пішак · h4 чорний слон · c1 білий слон | 3 |
| 2 | a8 білий король · c8 чорний король · d6 білий ферзь · f6 чорний кінь · h6 білий пішак · h4 чорний слон · c1 білий слон | a8 білий король · c8 чорний король · d6 білий ферзь · f6 чорний кінь · h6 білий пішак · h4 чорний слон · c1 білий слон | a8 білий король · c8 чорний король · d6 білий ферзь · f6 чорний кінь · h6 білий пішак · h4 чорний слон · c1 білий слон | a8 білий король · c8 чорний король · d6 білий ферзь · f6 чорний кінь · h6 білий пішак · h4 чорний слон · c1 білий слон | a8 білий король · c8 чорний король · d6 білий ферзь · f6 чорний кінь · h6 білий пішак · h4 чорний слон · c1 білий слон | a8 білий король · c8 чорний король · d6 білий ферзь · f6 чорний кінь · h6 білий пішак · h4 чорний слон · c1 білий слон | a8 білий король · c8 чорний король · d6 білий ферзь · f6 чорний кінь · h6 білий пішак · h4 чорний слон · c1 білий слон | a8 білий король · c8 чорний король · d6 білий ферзь · f6 чорний кінь · h6 білий пішак · h4 чорний слон · c1 білий слон | 2 |
| 1 | a8 білий король · c8 чорний король · d6 білий ферзь · f6 чорний кінь · h6 білий пішак · h4 чорний слон · c1 білий слон | a8 білий король · c8 чорний король · d6 білий ферзь · f6 чорний кінь · h6 білий пішак · h4 чорний слон · c1 білий слон | a8 білий король · c8 чорний король · d6 білий ферзь · f6 чорний кінь · h6 білий пішак · h4 чорний слон · c1 білий слон | a8 білий король · c8 чорний король · d6 білий ферзь · f6 чорний кінь · h6 білий пішак · h4 чорний слон · c1 білий слон | a8 білий король · c8 чорний король · d6 білий ферзь · f6 чорний кінь · h6 білий пішак · h4 чорний слон · c1 білий слон | a8 білий король · c8 чорний король · d6 білий ферзь · f6 чорний кінь · h6 білий пішак · h4 чорний слон · c1 білий слон | a8 білий король · c8 чорний король · d6 білий ферзь · f6 чорний кінь · h6 білий пішак · h4 чорний слон · c1 білий слон | a8 білий король · c8 чорний король · d6 білий ферзь · f6 чорний кінь · h6 білий пішак · h4 чорний слон · c1 білий слон | 1 |
|   | a | b | c | d | e | f | g | h |   |

 
1. Lf4? ~ 2. Dc8#, 1. … Se8, (Sd5)!
1. h7! S:h7 2. Lf4! ~ 3. Dc7#
            2. …Ld8 3. De6#

### Форма Брунера
Цю форму вирізняє серед інших гра чорних фігур, а саме — хибний слід спростовує фігура «а», в підготовчій грі рішення грає чорна фігура «b», яка потім грає в реалізації головного плану. Цю форму теми запропонував Еріх Брунер (11.12.1885—16.05.1938).
|   | a | b | c | d | e | f | g | h |   |
| 8 | a8 чорний слон · d8 білий кінь · f8 білий слон · c7 чорний пішак · f6 білий ферзь · g6 чорний пішак · d5 чорний король · g5 білий король · a4 білий пішак · b4 чорний пішак · e4 чорний пішак · b3 чорна тура · d3 чорний пішак · e3 чорний пішак · a2 білий пішак · b2 чорний пішак · d2 чорний слон · e2 чорний пішак | a8 чорний слон · d8 білий кінь · f8 білий слон · c7 чорний пішак · f6 білий ферзь · g6 чорний пішак · d5 чорний король · g5 білий король · a4 білий пішак · b4 чорний пішак · e4 чорний пішак · b3 чорна тура · d3 чорний пішак · e3 чорний пішак · a2 білий пішак · b2 чорний пішак · d2 чорний слон · e2 чорний пішак | a8 чорний слон · d8 білий кінь · f8 білий слон · c7 чорний пішак · f6 білий ферзь · g6 чорний пішак · d5 чорний король · g5 білий король · a4 білий пішак · b4 чорний пішак · e4 чорний пішак · b3 чорна тура · d3 чорний пішак · e3 чорний пішак · a2 білий пішак · b2 чорний пішак · d2 чорний слон · e2 чорний пішак | a8 чорний слон · d8 білий кінь · f8 білий слон · c7 чорний пішак · f6 білий ферзь · g6 чорний пішак · d5 чорний король · g5 білий король · a4 білий пішак · b4 чорний пішак · e4 чорний пішак · b3 чорна тура · d3 чорний пішак · e3 чорний пішак · a2 білий пішак · b2 чорний пішак · d2 чорний слон · e2 чорний пішак | a8 чорний слон · d8 білий кінь · f8 білий слон · c7 чорний пішак · f6 білий ферзь · g6 чорний пішак · d5 чорний король · g5 білий король · a4 білий пішак · b4 чорний пішак · e4 чорний пішак · b3 чорна тура · d3 чорний пішак · e3 чорний пішак · a2 білий пішак · b2 чорний пішак · d2 чорний слон · e2 чорний пішак | a8 чорний слон · d8 білий кінь · f8 білий слон · c7 чорний пішак · f6 білий ферзь · g6 чорний пішак · d5 чорний король · g5 білий король · a4 білий пішак · b4 чорний пішак · e4 чорний пішак · b3 чорна тура · d3 чорний пішак · e3 чорний пішак · a2 білий пішак · b2 чорний пішак · d2 чорний слон · e2 чорний пішак | a8 чорний слон · d8 білий кінь · f8 білий слон · c7 чорний пішак · f6 білий ферзь · g6 чорний пішак · d5 чорний король · g5 білий король · a4 білий пішак · b4 чорний пішак · e4 чорний пішак · b3 чорна тура · d3 чорний пішак · e3 чорний пішак · a2 білий пішак · b2 чорний пішак · d2 чорний слон · e2 чорний пішак | a8 чорний слон · d8 білий кінь · f8 білий слон · c7 чорний пішак · f6 білий ферзь · g6 чорний пішак · d5 чорний король · g5 білий король · a4 білий пішак · b4 чорний пішак · e4 чорний пішак · b3 чорна тура · d3 чорний пішак · e3 чорний пішак · a2 білий пішак · b2 чорний пішак · d2 чорний слон · e2 чорний пішак | 8 |
| 7 | a8 чорний слон · d8 білий кінь · f8 білий слон · c7 чорний пішак · f6 білий ферзь · g6 чорний пішак · d5 чорний король · g5 білий король · a4 білий пішак · b4 чорний пішак · e4 чорний пішак · b3 чорна тура · d3 чорний пішак · e3 чорний пішак · a2 білий пішак · b2 чорний пішак · d2 чорний слон · e2 чорний пішак | a8 чорний слон · d8 білий кінь · f8 білий слон · c7 чорний пішак · f6 білий ферзь · g6 чорний пішак · d5 чорний король · g5 білий король · a4 білий пішак · b4 чорний пішак · e4 чорний пішак · b3 чорна тура · d3 чорний пішак · e3 чорний пішак · a2 білий пішак · b2 чорний пішак · d2 чорний слон · e2 чорний пішак | a8 чорний слон · d8 білий кінь · f8 білий слон · c7 чорний пішак · f6 білий ферзь · g6 чорний пішак · d5 чорний король · g5 білий король · a4 білий пішак · b4 чорний пішак · e4 чорний пішак · b3 чорна тура · d3 чорний пішак · e3 чорний пішак · a2 білий пішак · b2 чорний пішак · d2 чорний слон · e2 чорний пішак | a8 чорний слон · d8 білий кінь · f8 білий слон · c7 чорний пішак · f6 білий ферзь · g6 чорний пішак · d5 чорний король · g5 білий король · a4 білий пішак · b4 чорний пішак · e4 чорний пішак · b3 чорна тура · d3 чорний пішак · e3 чорний пішак · a2 білий пішак · b2 чорний пішак · d2 чорний слон · e2 чорний пішак | a8 чорний слон · d8 білий кінь · f8 білий слон · c7 чорний пішак · f6 білий ферзь · g6 чорний пішак · d5 чорний король · g5 білий король · a4 білий пішак · b4 чорний пішак · e4 чорний пішак · b3 чорна тура · d3 чорний пішак · e3 чорний пішак · a2 білий пішак · b2 чорний пішак · d2 чорний слон · e2 чорний пішак | a8 чорний слон · d8 білий кінь · f8 білий слон · c7 чорний пішак · f6 білий ферзь · g6 чорний пішак · d5 чорний король · g5 білий король · a4 білий пішак · b4 чорний пішак · e4 чорний пішак · b3 чорна тура · d3 чорний пішак · e3 чорний пішак · a2 білий пішак · b2 чорний пішак · d2 чорний слон · e2 чорний пішак | a8 чорний слон · d8 білий кінь · f8 білий слон · c7 чорний пішак · f6 білий ферзь · g6 чорний пішак · d5 чорний король · g5 білий король · a4 білий пішак · b4 чорний пішак · e4 чорний пішак · b3 чорна тура · d3 чорний пішак · e3 чорний пішак · a2 білий пішак · b2 чорний пішак · d2 чорний слон · e2 чорний пішак | a8 чорний слон · d8 білий кінь · f8 білий слон · c7 чорний пішак · f6 білий ферзь · g6 чорний пішак · d5 чорний король · g5 білий король · a4 білий пішак · b4 чорний пішак · e4 чорний пішак · b3 чорна тура · d3 чорний пішак · e3 чорний пішак · a2 білий пішак · b2 чорний пішак · d2 чорний слон · e2 чорний пішак | 7 |
| 6 | a8 чорний слон · d8 білий кінь · f8 білий слон · c7 чорний пішак · f6 білий ферзь · g6 чорний пішак · d5 чорний король · g5 білий король · a4 білий пішак · b4 чорний пішак · e4 чорний пішак · b3 чорна тура · d3 чорний пішак · e3 чорний пішак · a2 білий пішак · b2 чорний пішак · d2 чорний слон · e2 чорний пішак | a8 чорний слон · d8 білий кінь · f8 білий слон · c7 чорний пішак · f6 білий ферзь · g6 чорний пішак · d5 чорний король · g5 білий король · a4 білий пішак · b4 чорний пішак · e4 чорний пішак · b3 чорна тура · d3 чорний пішак · e3 чорний пішак · a2 білий пішак · b2 чорний пішак · d2 чорний слон · e2 чорний пішак | a8 чорний слон · d8 білий кінь · f8 білий слон · c7 чорний пішак · f6 білий ферзь · g6 чорний пішак · d5 чорний король · g5 білий король · a4 білий пішак · b4 чорний пішак · e4 чорний пішак · b3 чорна тура · d3 чорний пішак · e3 чорний пішак · a2 білий пішак · b2 чорний пішак · d2 чорний слон · e2 чорний пішак | a8 чорний слон · d8 білий кінь · f8 білий слон · c7 чорний пішак · f6 білий ферзь · g6 чорний пішак · d5 чорний король · g5 білий король · a4 білий пішак · b4 чорний пішак · e4 чорний пішак · b3 чорна тура · d3 чорний пішак · e3 чорний пішак · a2 білий пішак · b2 чорний пішак · d2 чорний слон · e2 чорний пішак | a8 чорний слон · d8 білий кінь · f8 білий слон · c7 чорний пішак · f6 білий ферзь · g6 чорний пішак · d5 чорний король · g5 білий король · a4 білий пішак · b4 чорний пішак · e4 чорний пішак · b3 чорна тура · d3 чорний пішак · e3 чорний пішак · a2 білий пішак · b2 чорний пішак · d2 чорний слон · e2 чорний пішак | a8 чорний слон · d8 білий кінь · f8 білий слон · c7 чорний пішак · f6 білий ферзь · g6 чорний пішак · d5 чорний король · g5 білий король · a4 білий пішак · b4 чорний пішак · e4 чорний пішак · b3 чорна тура · d3 чорний пішак · e3 чорний пішак · a2 білий пішак · b2 чорний пішак · d2 чорний слон · e2 чорний пішак | a8 чорний слон · d8 білий кінь · f8 білий слон · c7 чорний пішак · f6 білий ферзь · g6 чорний пішак · d5 чорний король · g5 білий король · a4 білий пішак · b4 чорний пішак · e4 чорний пішак · b3 чорна тура · d3 чорний пішак · e3 чорний пішак · a2 білий пішак · b2 чорний пішак · d2 чорний слон · e2 чорний пішак | a8 чорний слон · d8 білий кінь · f8 білий слон · c7 чорний пішак · f6 білий ферзь · g6 чорний пішак · d5 чорний король · g5 білий король · a4 білий пішак · b4 чорний пішак · e4 чорний пішак · b3 чорна тура · d3 чорний пішак · e3 чорний пішак · a2 білий пішак · b2 чорний пішак · d2 чорний слон · e2 чорний пішак | 6 |
| 5 | a8 чорний слон · d8 білий кінь · f8 білий слон · c7 чорний пішак · f6 білий ферзь · g6 чорний пішак · d5 чорний король · g5 білий король · a4 білий пішак · b4 чорний пішак · e4 чорний пішак · b3 чорна тура · d3 чорний пішак · e3 чорний пішак · a2 білий пішак · b2 чорний пішак · d2 чорний слон · e2 чорний пішак | a8 чорний слон · d8 білий кінь · f8 білий слон · c7 чорний пішак · f6 білий ферзь · g6 чорний пішак · d5 чорний король · g5 білий король · a4 білий пішак · b4 чорний пішак · e4 чорний пішак · b3 чорна тура · d3 чорний пішак · e3 чорний пішак · a2 білий пішак · b2 чорний пішак · d2 чорний слон · e2 чорний пішак | a8 чорний слон · d8 білий кінь · f8 білий слон · c7 чорний пішак · f6 білий ферзь · g6 чорний пішак · d5 чорний король · g5 білий король · a4 білий пішак · b4 чорний пішак · e4 чорний пішак · b3 чорна тура · d3 чорний пішак · e3 чорний пішак · a2 білий пішак · b2 чорний пішак · d2 чорний слон · e2 чорний пішак | a8 чорний слон · d8 білий кінь · f8 білий слон · c7 чорний пішак · f6 білий ферзь · g6 чорний пішак · d5 чорний король · g5 білий король · a4 білий пішак · b4 чорний пішак · e4 чорний пішак · b3 чорна тура · d3 чорний пішак · e3 чорний пішак · a2 білий пішак · b2 чорний пішак · d2 чорний слон · e2 чорний пішак | a8 чорний слон · d8 білий кінь · f8 білий слон · c7 чорний пішак · f6 білий ферзь · g6 чорний пішак · d5 чорний король · g5 білий король · a4 білий пішак · b4 чорний пішак · e4 чорний пішак · b3 чорна тура · d3 чорний пішак · e3 чорний пішак · a2 білий пішак · b2 чорний пішак · d2 чорний слон · e2 чорний пішак | a8 чорний слон · d8 білий кінь · f8 білий слон · c7 чорний пішак · f6 білий ферзь · g6 чорний пішак · d5 чорний король · g5 білий король · a4 білий пішак · b4 чорний пішак · e4 чорний пішак · b3 чорна тура · d3 чорний пішак · e3 чорний пішак · a2 білий пішак · b2 чорний пішак · d2 чорний слон · e2 чорний пішак | a8 чорний слон · d8 білий кінь · f8 білий слон · c7 чорний пішак · f6 білий ферзь · g6 чорний пішак · d5 чорний король · g5 білий король · a4 білий пішак · b4 чорний пішак · e4 чорний пішак · b3 чорна тура · d3 чорний пішак · e3 чорний пішак · a2 білий пішак · b2 чорний пішак · d2 чорний слон · e2 чорний пішак | a8 чорний слон · d8 білий кінь · f8 білий слон · c7 чорний пішак · f6 білий ферзь · g6 чорний пішак · d5 чорний король · g5 білий король · a4 білий пішак · b4 чорний пішак · e4 чорний пішак · b3 чорна тура · d3 чорний пішак · e3 чорний пішак · a2 білий пішак · b2 чорний пішак · d2 чорний слон · e2 чорний пішак | 5 |
| 4 | a8 чорний слон · d8 білий кінь · f8 білий слон · c7 чорний пішак · f6 білий ферзь · g6 чорний пішак · d5 чорний король · g5 білий король · a4 білий пішак · b4 чорний пішак · e4 чорний пішак · b3 чорна тура · d3 чорний пішак · e3 чорний пішак · a2 білий пішак · b2 чорний пішак · d2 чорний слон · e2 чорний пішак | a8 чорний слон · d8 білий кінь · f8 білий слон · c7 чорний пішак · f6 білий ферзь · g6 чорний пішак · d5 чорний король · g5 білий король · a4 білий пішак · b4 чорний пішак · e4 чорний пішак · b3 чорна тура · d3 чорний пішак · e3 чорний пішак · a2 білий пішак · b2 чорний пішак · d2 чорний слон · e2 чорний пішак | a8 чорний слон · d8 білий кінь · f8 білий слон · c7 чорний пішак · f6 білий ферзь · g6 чорний пішак · d5 чорний король · g5 білий король · a4 білий пішак · b4 чорний пішак · e4 чорний пішак · b3 чорна тура · d3 чорний пішак · e3 чорний пішак · a2 білий пішак · b2 чорний пішак · d2 чорний слон · e2 чорний пішак | a8 чорний слон · d8 білий кінь · f8 білий слон · c7 чорний пішак · f6 білий ферзь · g6 чорний пішак · d5 чорний король · g5 білий король · a4 білий пішак · b4 чорний пішак · e4 чорний пішак · b3 чорна тура · d3 чорний пішак · e3 чорний пішак · a2 білий пішак · b2 чорний пішак · d2 чорний слон · e2 чорний пішак | a8 чорний слон · d8 білий кінь · f8 білий слон · c7 чорний пішак · f6 білий ферзь · g6 чорний пішак · d5 чорний король · g5 білий король · a4 білий пішак · b4 чорний пішак · e4 чорний пішак · b3 чорна тура · d3 чорний пішак · e3 чорний пішак · a2 білий пішак · b2 чорний пішак · d2 чорний слон · e2 чорний пішак | a8 чорний слон · d8 білий кінь · f8 білий слон · c7 чорний пішак · f6 білий ферзь · g6 чорний пішак · d5 чорний король · g5 білий король · a4 білий пішак · b4 чорний пішак · e4 чорний пішак · b3 чорна тура · d3 чорний пішак · e3 чорний пішак · a2 білий пішак · b2 чорний пішак · d2 чорний слон · e2 чорний пішак | a8 чорний слон · d8 білий кінь · f8 білий слон · c7 чорний пішак · f6 білий ферзь · g6 чорний пішак · d5 чорний король · g5 білий король · a4 білий пішак · b4 чорний пішак · e4 чорний пішак · b3 чорна тура · d3 чорний пішак · e3 чорний пішак · a2 білий пішак · b2 чорний пішак · d2 чорний слон · e2 чорний пішак | a8 чорний слон · d8 білий кінь · f8 білий слон · c7 чорний пішак · f6 білий ферзь · g6 чорний пішак · d5 чорний король · g5 білий король · a4 білий пішак · b4 чорний пішак · e4 чорний пішак · b3 чорна тура · d3 чорний пішак · e3 чорний пішак · a2 білий пішак · b2 чорний пішак · d2 чорний слон · e2 чорний пішак | 4 |
| 3 | a8 чорний слон · d8 білий кінь · f8 білий слон · c7 чорний пішак · f6 білий ферзь · g6 чорний пішак · d5 чорний король · g5 білий король · a4 білий пішак · b4 чорний пішак · e4 чорний пішак · b3 чорна тура · d3 чорний пішак · e3 чорний пішак · a2 білий пішак · b2 чорний пішак · d2 чорний слон · e2 чорний пішак | a8 чорний слон · d8 білий кінь · f8 білий слон · c7 чорний пішак · f6 білий ферзь · g6 чорний пішак · d5 чорний король · g5 білий король · a4 білий пішак · b4 чорний пішак · e4 чорний пішак · b3 чорна тура · d3 чорний пішак · e3 чорний пішак · a2 білий пішак · b2 чорний пішак · d2 чорний слон · e2 чорний пішак | a8 чорний слон · d8 білий кінь · f8 білий слон · c7 чорний пішак · f6 білий ферзь · g6 чорний пішак · d5 чорний король · g5 білий король · a4 білий пішак · b4 чорний пішак · e4 чорний пішак · b3 чорна тура · d3 чорний пішак · e3 чорний пішак · a2 білий пішак · b2 чорний пішак · d2 чорний слон · e2 чорний пішак | a8 чорний слон · d8 білий кінь · f8 білий слон · c7 чорний пішак · f6 білий ферзь · g6 чорний пішак · d5 чорний король · g5 білий король · a4 білий пішак · b4 чорний пішак · e4 чорний пішак · b3 чорна тура · d3 чорний пішак · e3 чорний пішак · a2 білий пішак · b2 чорний пішак · d2 чорний слон · e2 чорний пішак | a8 чорний слон · d8 білий кінь · f8 білий слон · c7 чорний пішак · f6 білий ферзь · g6 чорний пішак · d5 чорний король · g5 білий король · a4 білий пішак · b4 чорний пішак · e4 чорний пішак · b3 чорна тура · d3 чорний пішак · e3 чорний пішак · a2 білий пішак · b2 чорний пішак · d2 чорний слон · e2 чорний пішак | a8 чорний слон · d8 білий кінь · f8 білий слон · c7 чорний пішак · f6 білий ферзь · g6 чорний пішак · d5 чорний король · g5 білий король · a4 білий пішак · b4 чорний пішак · e4 чорний пішак · b3 чорна тура · d3 чорний пішак · e3 чорний пішак · a2 білий пішак · b2 чорний пішак · d2 чорний слон · e2 чорний пішак | a8 чорний слон · d8 білий кінь · f8 білий слон · c7 чорний пішак · f6 білий ферзь · g6 чорний пішак · d5 чорний король · g5 білий король · a4 білий пішак · b4 чорний пішак · e4 чорний пішак · b3 чорна тура · d3 чорний пішак · e3 чорний пішак · a2 білий пішак · b2 чорний пішак · d2 чорний слон · e2 чорний пішак | a8 чорний слон · d8 білий кінь · f8 білий слон · c7 чорний пішак · f6 білий ферзь · g6 чорний пішак · d5 чорний король · g5 білий король · a4 білий пішак · b4 чорний пішак · e4 чорний пішак · b3 чорна тура · d3 чорний пішак · e3 чорний пішак · a2 білий пішак · b2 чорний пішак · d2 чорний слон · e2 чорний пішак | 3 |
| 2 | a8 чорний слон · d8 білий кінь · f8 білий слон · c7 чорний пішак · f6 білий ферзь · g6 чорний пішак · d5 чорний король · g5 білий король · a4 білий пішак · b4 чорний пішак · e4 чорний пішак · b3 чорна тура · d3 чорний пішак · e3 чорний пішак · a2 білий пішак · b2 чорний пішак · d2 чорний слон · e2 чорний пішак | a8 чорний слон · d8 білий кінь · f8 білий слон · c7 чорний пішак · f6 білий ферзь · g6 чорний пішак · d5 чорний король · g5 білий король · a4 білий пішак · b4 чорний пішак · e4 чорний пішак · b3 чорна тура · d3 чорний пішак · e3 чорний пішак · a2 білий пішак · b2 чорний пішак · d2 чорний слон · e2 чорний пішак | a8 чорний слон · d8 білий кінь · f8 білий слон · c7 чорний пішак · f6 білий ферзь · g6 чорний пішак · d5 чорний король · g5 білий король · a4 білий пішак · b4 чорний пішак · e4 чорний пішак · b3 чорна тура · d3 чорний пішак · e3 чорний пішак · a2 білий пішак · b2 чорний пішак · d2 чорний слон · e2 чорний пішак | a8 чорний слон · d8 білий кінь · f8 білий слон · c7 чорний пішак · f6 білий ферзь · g6 чорний пішак · d5 чорний король · g5 білий король · a4 білий пішак · b4 чорний пішак · e4 чорний пішак · b3 чорна тура · d3 чорний пішак · e3 чорний пішак · a2 білий пішак · b2 чорний пішак · d2 чорний слон · e2 чорний пішак | a8 чорний слон · d8 білий кінь · f8 білий слон · c7 чорний пішак · f6 білий ферзь · g6 чорний пішак · d5 чорний король · g5 білий король · a4 білий пішак · b4 чорний пішак · e4 чорний пішак · b3 чорна тура · d3 чорний пішак · e3 чорний пішак · a2 білий пішак · b2 чорний пішак · d2 чорний слон · e2 чорний пішак | a8 чорний слон · d8 білий кінь · f8 білий слон · c7 чорний пішак · f6 білий ферзь · g6 чорний пішак · d5 чорний король · g5 білий король · a4 білий пішак · b4 чорний пішак · e4 чорний пішак · b3 чорна тура · d3 чорний пішак · e3 чорний пішак · a2 білий пішак · b2 чорний пішак · d2 чорний слон · e2 чорний пішак | a8 чорний слон · d8 білий кінь · f8 білий слон · c7 чорний пішак · f6 білий ферзь · g6 чорний пішак · d5 чорний король · g5 білий король · a4 білий пішак · b4 чорний пішак · e4 чорний пішак · b3 чорна тура · d3 чорний пішак · e3 чорний пішак · a2 білий пішак · b2 чорний пішак · d2 чорний слон · e2 чорний пішак | a8 чорний слон · d8 білий кінь · f8 білий слон · c7 чорний пішак · f6 білий ферзь · g6 чорний пішак · d5 чорний король · g5 білий король · a4 білий пішак · b4 чорний пішак · e4 чорний пішак · b3 чорна тура · d3 чорний пішак · e3 чорний пішак · a2 білий пішак · b2 чорний пішак · d2 чорний слон · e2 чорний пішак | 2 |
| 1 | a8 чорний слон · d8 білий кінь · f8 білий слон · c7 чорний пішак · f6 білий ферзь · g6 чорний пішак · d5 чорний король · g5 білий король · a4 білий пішак · b4 чорний пішак · e4 чорний пішак · b3 чорна тура · d3 чорний пішак · e3 чорний пішак · a2 білий пішак · b2 чорний пішак · d2 чорний слон · e2 чорний пішак | a8 чорний слон · d8 білий кінь · f8 білий слон · c7 чорний пішак · f6 білий ферзь · g6 чорний пішак · d5 чорний король · g5 білий король · a4 білий пішак · b4 чорний пішак · e4 чорний пішак · b3 чорна тура · d3 чорний пішак · e3 чорний пішак · a2 білий пішак · b2 чорний пішак · d2 чорний слон · e2 чорний пішак | a8 чорний слон · d8 білий кінь · f8 білий слон · c7 чорний пішак · f6 білий ферзь · g6 чорний пішак · d5 чорний король · g5 білий король · a4 білий пішак · b4 чорний пішак · e4 чорний пішак · b3 чорна тура · d3 чорний пішак · e3 чорний пішак · a2 білий пішак · b2 чорний пішак · d2 чорний слон · e2 чорний пішак | a8 чорний слон · d8 білий кінь · f8 білий слон · c7 чорний пішак · f6 білий ферзь · g6 чорний пішак · d5 чорний король · g5 білий король · a4 білий пішак · b4 чорний пішак · e4 чорний пішак · b3 чорна тура · d3 чорний пішак · e3 чорний пішак · a2 білий пішак · b2 чорний пішак · d2 чорний слон · e2 чорний пішак | a8 чорний слон · d8 білий кінь · f8 білий слон · c7 чорний пішак · f6 білий ферзь · g6 чорний пішак · d5 чорний король · g5 білий король · a4 білий пішак · b4 чорний пішак · e4 чорний пішак · b3 чорна тура · d3 чорний пішак · e3 чорний пішак · a2 білий пішак · b2 чорний пішак · d2 чорний слон · e2 чорний пішак | a8 чорний слон · d8 білий кінь · f8 білий слон · c7 чорний пішак · f6 білий ферзь · g6 чорний пішак · d5 чорний король · g5 білий король · a4 білий пішак · b4 чорний пішак · e4 чорний пішак · b3 чорна тура · d3 чорний пішак · e3 чорний пішак · a2 білий пішак · b2 чорний пішак · d2 чорний слон · e2 чорний пішак | a8 чорний слон · d8 білий кінь · f8 білий слон · c7 чорний пішак · f6 білий ферзь · g6 чорний пішак · d5 чорний король · g5 білий король · a4 білий пішак · b4 чорний пішак · e4 чорний пішак · b3 чорна тура · d3 чорний пішак · e3 чорний пішак · a2 білий пішак · b2 чорний пішак · d2 чорний слон · e2 чорний пішак | a8 чорний слон · d8 білий кінь · f8 білий слон · c7 чорний пішак · f6 білий ферзь · g6 чорний пішак · d5 чорний король · g5 білий король · a4 білий пішак · b4 чорний пішак · e4 чорний пішак · b3 чорна тура · d3 чорний пішак · e3 чорний пішак · a2 білий пішак · b2 чорний пішак · d2 чорний слон · e2 чорний пішак | 1 |
|   | a | b | c | d | e | f | g | h |   |

 
1. Lg7? ~ 2. Dd4#, 1. … Lc3!
1. De7? ~ 2. Dc5#, 1. … Tc3!
1. Kg4! ~ 2. Dg5+ K~ 3. Dc5#
1. … Tc3 2. Lg7! Tc4 3. De5#
1. … Lc3 2. De7 Ld4 3. De6#
Дрезденська тема у формі Брунера пройшла у двох тематичних варіантах.

### Змішана форма
Цю форму вирізняє серед інших гра чорних фігур, а саме — хибний слід спростовує фігура «а», в підготовчій грі рішення грає чорна фігура «с», а в реалізації головного плану грає чорна фігура b.